# Dryobotodes
Dryobotodes är ett släkte av fjärilar som beskrevs av W. Warren 1910. Dryobotodes ingår i familjen nattflyn.

## Dottertaxa tillDryobotodes, i alfabetisk ordning[1][2]
- Dryobotodes aino
- Dryobotodes angusta
- Dryobotodes aulombardi
- Dryobotodes bang-haasi
- Dryobotodes brunnea
- Dryobotodes carbonis
- Dryobotodes cerris
- Dryobotodes clausa
- Dryobotodes contermina
- Dryobotodes corsica
- Dryobotodes dejecta
- Dryobotodes distans
- Grönbrunt ekfly, Dryobotodes eremita
- Dryobotodes europaea
- Dryobotodes grisea
- Dryobotodes ilicis
- Dryobotodes incolorata
- Dryobotodes intermissa
- Dryobotodes major
- Dryobotodes monochroma
- Dryobotodes nigra
- Dryobotodes nigrolinea
- Dryobotodes obsoleta
- Dryobotodes ochrea
- Dryobotodes pryeri
- Dryobotodes quercus
- Dryobotodes roboris
- Dryobotodes saportae
- Dryobotodes semiconfluens
- Dryobotodes servadeii
- Dryobotodes suberis
- Dryobotodes suffusa
- Dryobotodes taurica
- Dryobotodes tenebrosa
- Dryobotodes uniformis
- Dryobotodes variegata
- Dryobotodes venusta
- Dryobotodes virgata

## Bildgalleri

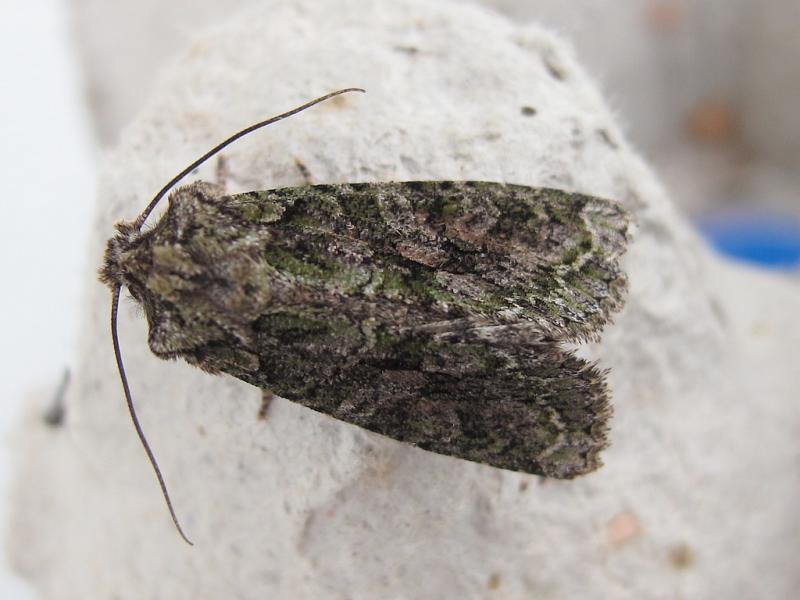
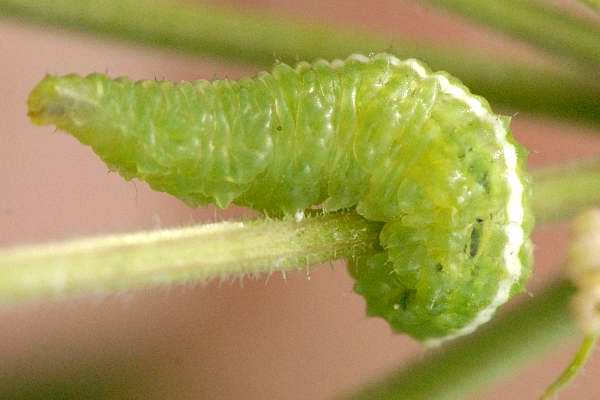
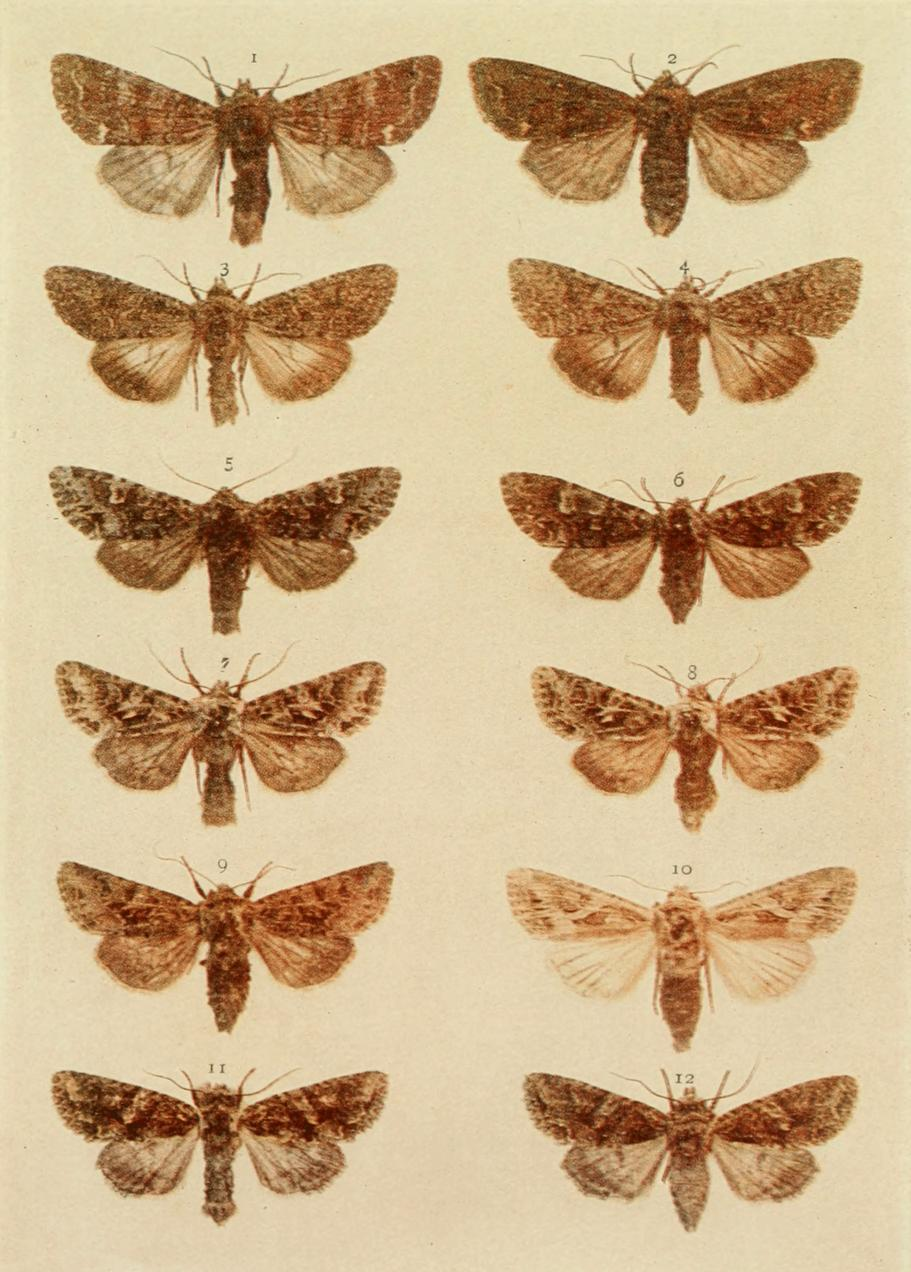
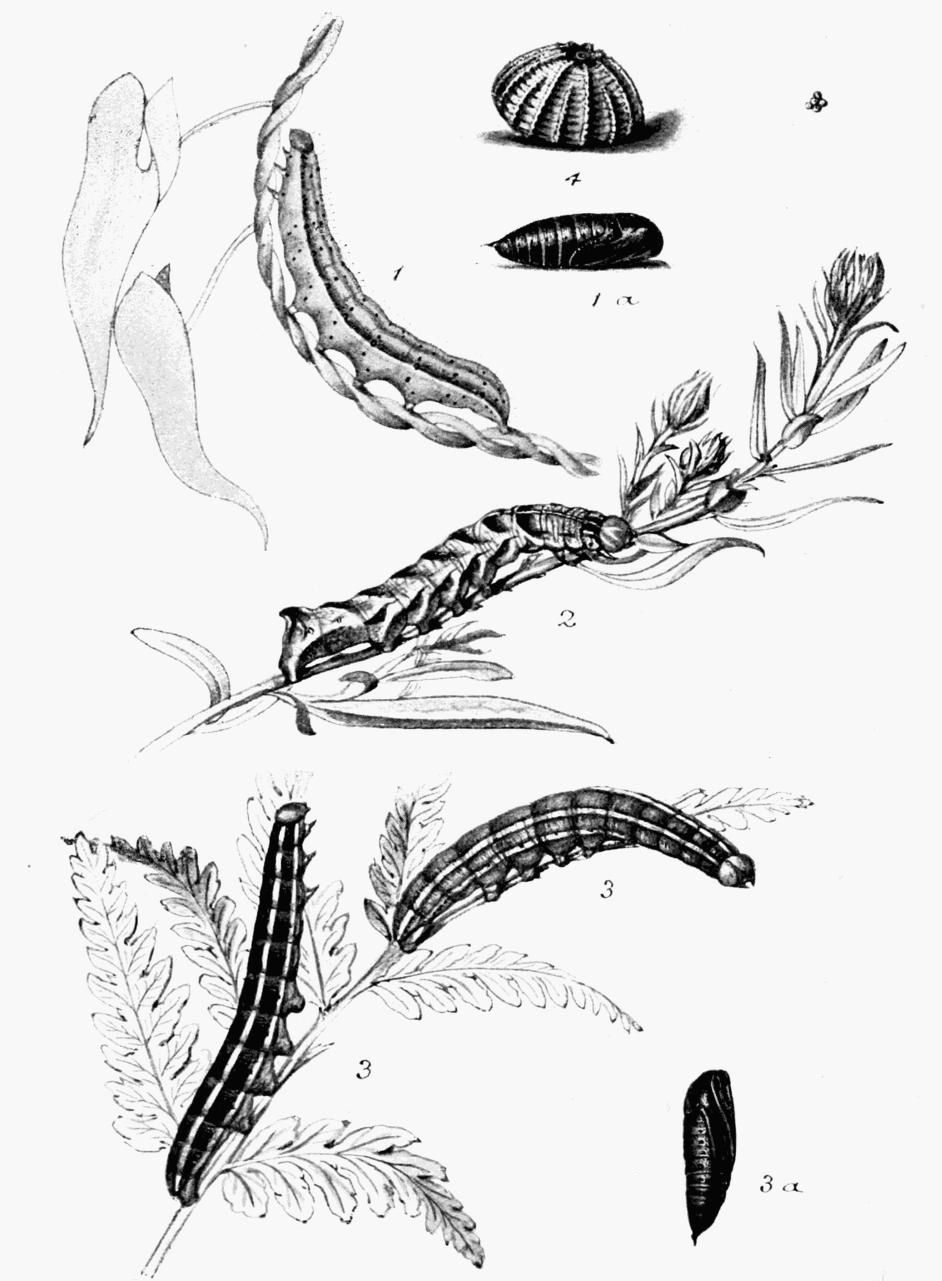
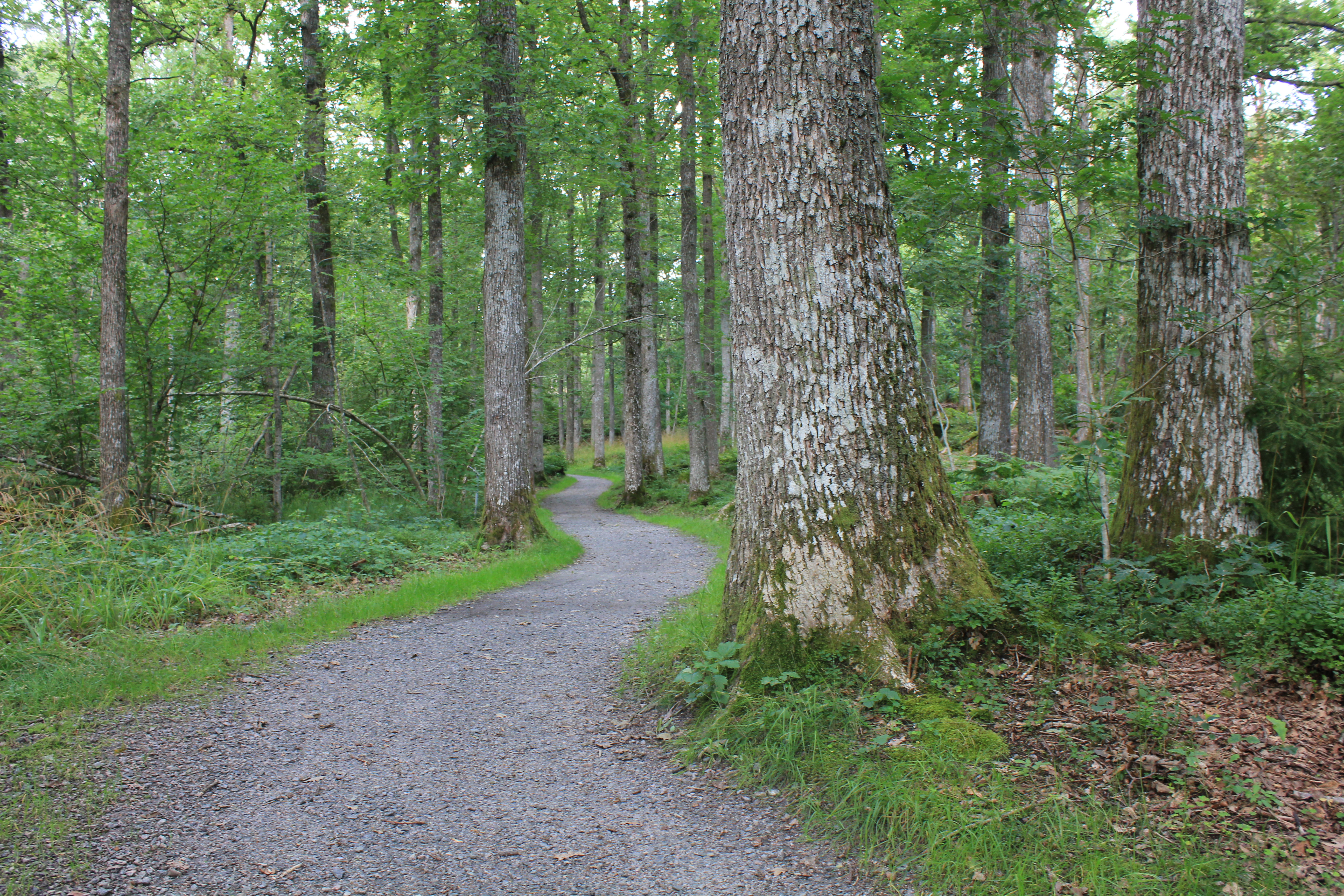